# Adrien Comnène
Adrien Comnène (en grec : Ἁδριανὸς Κομνηνός) est un aristocrate byzantin, frère cadet de l'empereur Alexis Ier Comnène. Comme son frère, il exerce des fonctions militaires au sein de l'armée byzantine.

## Biographie
Adrien Comnène est le quatrième et l'avant-dernier fils du domestique des Scholes Jean Comnène, le frère de l'empereur Isaac Ier Comnène. Sa mère est Anne Dalassène. Sa date de naissance est inconnue, P. Gautier l'évalue entre 1060 et 1065. Selon l'historien Nicéphore Bryenne, après la mort de Jean, Anne confie Adrien et son jeune frère Nicéphore à des tuteurs qui leur donnent une éducation complète.
Après l'arrivée au pouvoir d'Alexis en 1081, Adrien est élevé à la nouvelle dignité de protosébaste. Il obtient aussi des commandements militaires en 1082-1083 lors des campagnes contre les Normands dirigés par Robert Guiscard et Bohémond de Tarente en Thessalie. Au cours d'une de ces campagnes, Alexis Ier décide de ne plus se confronter directement aux Normands comme lors de la bataille de Dyrrachium qui fut une débâcle. Il opte plutôt pour des opérations de harcèlement et de diversion. Dans ce cadre, il place Adrien à la tête d'une troupe avec les habits portés normalement par l'empereur, pour tromper l'adversaire. Dès les premiers engagements, il bat en retraite pour éloigner les Normands de leur camp et permettre à Alexis et au reste des troupes de l'attaquer, avec succès. Il obtient en apanage toute la péninsule de Cassandra en Chalcidique, peut-être en récompense de ses succès militaires En 1086, il succède à Grégoire Pakourianos en tant que domestique des Scholes d'Occident. En 1087, il combat lors de la bataille de Dristra contre les Petchénègues, commandant le contingent des mercenaires francs au centre de l'armée byzantine. La bataille se termine par une défaite désastreuse pour les Byzantins et Adrien échappe de justesse à la capture. Il est mentionné dans l’Alexiade comme ayant participé à la campagne de 1091 contre les Petchénègues avec le protostrator Michel Doukas, supervisant la construction d'un pont sur la rivière Evros. En revanche, il n'est pas mentionné lors de la bataille de la colline de Lebounion.
Peu après, Adrien connaît une violente dispute avec son frère aîné Isaac Comnène, car ce dernier accuse Adrien d'être responsable des accusations de complot contre l'empereur portées à l'encontre de son fils Jean, gouverneur de Dyrrachium,. Si ces accusations sont fondées, l'empereur préfère ne pas condamner Jean par respect pour son frère Isaac. En 1094, Adrien dirige le tribunal qui juge Nicéphore Diogène, le fils de l'ancien empereur Romain IV Diogène, qui a essayé d'assassiner l'empereur. La même année, il participe au synode qui condamne Léon de Chalcédoine.
La date de sa mort est incertaine. La plus communément admise découle d'un manuscrit qui mentionné qu'il s'est retiré dans un monastère sous le nom de Jean et meurt le 19 avril 1105. Toutefois, Basile Skoulatos met en doute cette source car le nom d'Adrien est absent de la liste des morts dans le typikon Kecharitomène (écrit vers 1118) mais est présent dans le typikon Pantokrator de 1136. De là, Skoulatos en déduit qu'Adrien est décédé entre 1118 et 1136,.

## Famille
Adrien est marié avec la princesse porphyrogénète Zoé Doukas, la troisième fille de l'empereur Constantin X Doukas et Eudocie Makrembolitissa. De nombreux historiens dont Paul Magdalino, Jean-Claude Cheynet et Konstantinos Varzos identifient Adrien et Zoé avec les Jean Comnène et Anne Doukas qui sont mentionnés sur des inscriptions d'une tombe dans l'église Pammakaristos à Constantinople comme en étant les fondateurs. Si cette identification est correcte, alors les enfants d'Adrien sont :
- Eudocie Comnène, mariée à Alexis Tarchaniotès ;
- Andronic Comnène, marié à Eudocie Doukas ;
- Alexis Comnène, sébaste. Il est fiancé à Irène Axouch et marié à Irène Synadène ;
- Adrien Comnène (moine).